# Nyakaledonienmunkskata
Nyakaledonienmunkskata (Philemon diemenensis) är en fågel i familjen honungsfåglar inom ordningen tättingar.

## Utbredning och systematik
Fågeln lever i Nya Kaledoniens skogar, på öarna Maré och Lifou. Den behandlas som monotypisk, det vill säga att den inte delas in i några underarter.

## Status
Arten har ett begränsat utbredningsområde, men beståndet anses vara stabilt. IUCN kategoriserar arten som livskraftig.